# Andrej Bajuk

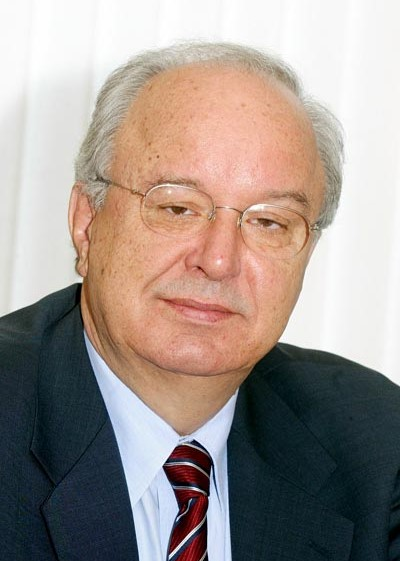
Andrej Bajuk

Andrej Bajuk (Ljubljana, 18 oktober 1943 – aldaar, 16 augustus 2011) was een Sloveens econoom en politicus. Hij was de derde minister-president van Slovenië en was sinds november 2004 vicepremier.
Bajuk groeide op in de Argentijnse stad Mendoza. Zijn familie was naar Argentinië gevlucht uit angst voor represailles wegens activiteiten voor de tijdens de Tweede Wereldoorlog met de Italiaanse bezetter collaborerende Domobranci-beweging die tegen de partizanen van het Sloveense Bevrijdingsfront streed. In Argentinië studeerde Bajuk economie aan de universiteit van Mendoza. Hij zette zijn studie later voort in Chicago en aan Berkeley. Hij werkte bij de Wereldbank alvorens zich in 1999 in Slovenië te vestigen.
Begin 2000 besloten de regeringspartij Sloveense Volkspartij (SLS) en de oppositiepartij Sloveense Christendemocraten (SKD) te fuseren. De zo nieuw ontstane partij SLS+SKD steunde het kabinet van Janez Drnovšek niet, zodat dit niet meer kon rekenen op een meerderheid in het parlement. Het kabinet viel over een motie van wantrouwen.
Op 3 mei 2000 werd Andrej Bajuk als derde minister-president gekozen. Zijn voorganger Drnovšek werd op 17 november in dat jaar na algemene verkiezingen wederom geïnstalleerd als premier. Het kabinet Bajuk werd gekenmerkt door interne verdeeldheid, onder meer verschil van mening over hervormingen van het kiesstelsel (de invoering van een districtenstelsel) en de grondwet. De partij SLS+SKD viel uiteen in een deel dat zich wederom Sloveense Volkspartij ging noemen en een nieuw gevormde partij: Nieuw Slovenië - Christelijke Volkspartij (NSi) (Sloveens: Nova Slovenija - Krščanska ljudska stranka).
Bajuk was voorzitter van Nieuw Slovenië-Christelijke Volkspartij (Nova Slovenija - Krščanska ljudska stranka). Sinds november 2004 was Bajuk minister van Financiën in het kabinet Janša.
Lojze Peterle · Janez Drnovšek (1e) · Andrej Bajuk · Janez Drnovšek (2e) · Anton Rop · Janez Janša (1e) · Borut Pahor · Janez Janša (2e) · Alenka Bratušek · Miro Cerar · Marjan Šarec · Janez Janša (3e) · Robert Golob
- Gemeinsame Normdatei: 1156590892
- Virtual International Authority File: 5093152502810610800007
- WorldCat: E39PBJyrQVPbqchgWMv3T3hvHC